# Procès de Cannstatt
Le procès de Cannstatt, aussi appelé massacre de Cannstatt (en allemand Blutgericht zu Cannstatt, « procès sanglant de Cannstatt ») est une assemblée de justice des Francs réunie en 746 pour juger les chefs alamans entrés en rébellion contre le pouvoir des rois mérovingiens. Les sanctions prises aboutissent à la fin des rébellions des Alamans et à leur intégration dans le royaume franc.
Son nom vient de celui de la localité du pays des Alamans où le procès a lieu, Cannstatt, aujourd'hui Bad Cannstatt, commune de l'agglomération de Stuttgart, capitale du Land de Bade-Wurtemberg.

## Contexte

Carte des royaumes francs et de leurs conquêtes en Germanie avec datation.

Les Alamans, installés depuis le IIIe siècle dans la région du lac de Constance, ont constitué à la faveur des troubles marquant la fin de l'Empire romain d'Occident une sorte de royaume, qui couvre la majeure partie des actuels territoires d'Alsace, de Suisse alémanique, du Bade-Wurtemberg (Allemagne) et du Vorarlberg (Autriche).
Après la fin de l'Empire romain d'Occident (476), ils poursuivent leurs attaques contre la nouvelle puissance régionale, les Francs (dont le royaume, regnum Francorum, est en général divisé en plusieurs royaumes effectifs, Austrasie, Neustrie, Bourgogne, etc.), maîtres de la Gaule et d'une partie de la Germanie. Les Alamans subissent une défaite face à Clovis lors de la bataille de Tolbiac (Zülpich, à l'ouest de Bonn). Les Francs instituent un duché d'Alémanie (ducatus Alemanniae), mais les ducs sont souvent peu disciplinés et les Alamans poursuivent leurs attaques lorsqu'ils en ont la possibilité.
Au VIIIe siècle, les Francs sont toujours dirigés par des rois de la dynastie des Mérovingiens, descendants de Clovis, mais le pouvoir réel est détenu par les maires du palais d'Austrasie de la famille des Carolingiens, dont le plus connu est Charles Martel (mort en 741). En 746, c'est le fils aîné de Charles Martel, Carloman, qui est maire du palais d'Austrasie. 
À la suite d'une nouvelle rébellion des Alamans, il convoque à Cannstatt une assemblée de justice (plaid, selon la terminologie médiévale, parfois appelé « Champ de mars »). Il s'agit d'une réunion solennelle de tous (autant que possible) les hommes libres et guerriers du royaume qui doivent venir rendre hommage à leur chef et traiter des affaires publiques. 

## Déroulement du plaid
Au cours du plaid, Carloman met en cause la loyauté des nobles alamans, les accusant d'avoir participé aux soulèvement des ducs Theudebald d'Alémanie et Odilon de Bavière. 
Le jugement étant sans appel, il fait exécuter une partie de la noblesse et dépossède l'autre partie, dans des circonstances assez troubles[pas clair]. 
On ignore si la noblesse alémanique fut vaincue par ruse, ou jugée pour trahison lors d'une audience régulière, puis exécutée.[réf. nécessaire]

## Conséquences
Les conséquences sont d'ordre politique et territorial. 
D'une part, le procès de Cannstatt met fin à la rébellion des Alamans contre les Francs et, plus généralement, met fin aux incursions récurrentes de ces derniers en territoire franc,. 
D'autre part, les possessions alémaniques passent sous le contrôle des Francs. Dans l'ensemble, les Alamans se montrent soumis durant la période carolingienne (à partir de 751), lorsque les Francs sont confrontés à des ennemis tels que les Saxons en Germanie, qui contraignent Charlemagne (neveu de Carloman) à des campagnes récurrentes pendant plusieurs décennies.

## Sources (manuscrits)
Les principales sources sont :
- les Annales de Metz (Annales Mettenses)[4] ;
- les Annales de Pétau[5] (Annales petaviani[6]).

#### Sur les Alamans
- Wolfgang Müller, Zur Geschichte der Alemannen, Darmstadt, Wissenschaftliche Buchgesellschaft, 1975 [« Sur l'histoire des Alamans »]
- Rainer Christlein, Die Alamannen. Archäologie eines lebendigen Volkes, Stuttgart, Theiss, 1978 [« Les Alamans. Archéologie d'un peuple dynamique »]
- Dieter Geuenich, Geschichte der Alemannen, Stuttgart, Kohlhammer, 2005 [«  Histoire des Alamans »]

#### Sur le procès de Cannstatt
- Rudolf Rohrbach, Die Untat von Cannstatt und andere Ergänzungen des Geschichtsbildes, Berlin, Reimer Verlag, 1983 [« Le Crime de Cannstatt et autres ... de ... »]